# 晉德宮
25°02′45.31″N 121°30′12.33″E / 25.0459194°N 121.5034250°E
台北晉德宮又名「艋舺助順將軍廟」，位於臺灣臺北市萬華區，現為直轄市定古蹟，建於1862年（清同治元年），由經營捷成商行的建材商人鄭扁捐贈石灰建材及「洪、吳、黃、李」姓等地方家族士紳共同起造，為主祀助順將軍的廟宇，也是西門町當地的地方公廟。
此處地名稱為『河溝頭』(西門町後街一帶)，分別為河溝頭角、竹巷尾庄、雞母厝仔。
由於緊鄰著淡水河，當時有尚有河溝連結，位處水路交通地點。也同時是黑道教父、黑道仲裁者許海清的年少發跡地。
此外，該廟宇的組織型態為管理委員會制。
新北市的淡水區和五股區也有兩座同樣祭祀助順將軍的廟宇。

## 歷史
- 清治時期乾隆三十年（1765年）助順將軍渡台，建草寮奉祀
- 同治元年（1862年）建廟
- 日治時期大正八年（1919年）至十年間重修。
- 因政府要在原廟址興建派出所，因此由洪振祿於大正八年向台北仁濟院購地重建。當時適逢艋舺低地填土計畫（大正三年至六年，大正八年完成都市重劃），因此並無所謂拆除三川殿一事。
- 2006年7月5日臺北市政府公告指定「台北市助順將軍廟（晉德宮）」為市定古蹟[2]。

## 祀神
主祀 助順將軍（代天巡狩 黃府三位將軍）。

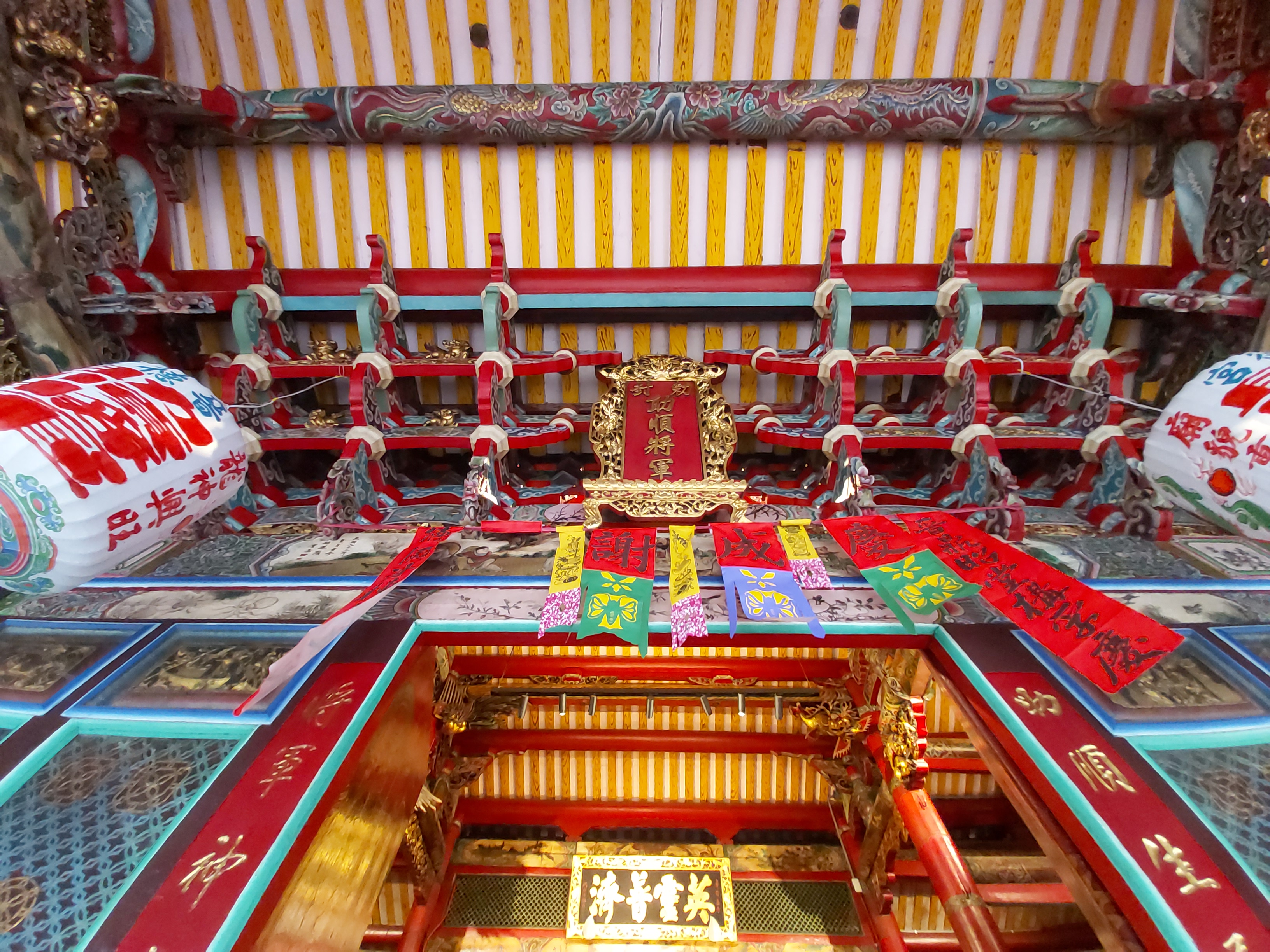
門額上的「勅封助順將軍」牌匾

閩南泉州晉江地區的王爺神，也是讀書人和生意人的守護神。其由來一說是南宋末年抗元而犧牲的黃姓忠臣烈士；另一說為明末清初反清復明的名臣黃道周。
農曆的十月初三日為其聖誕千秋。

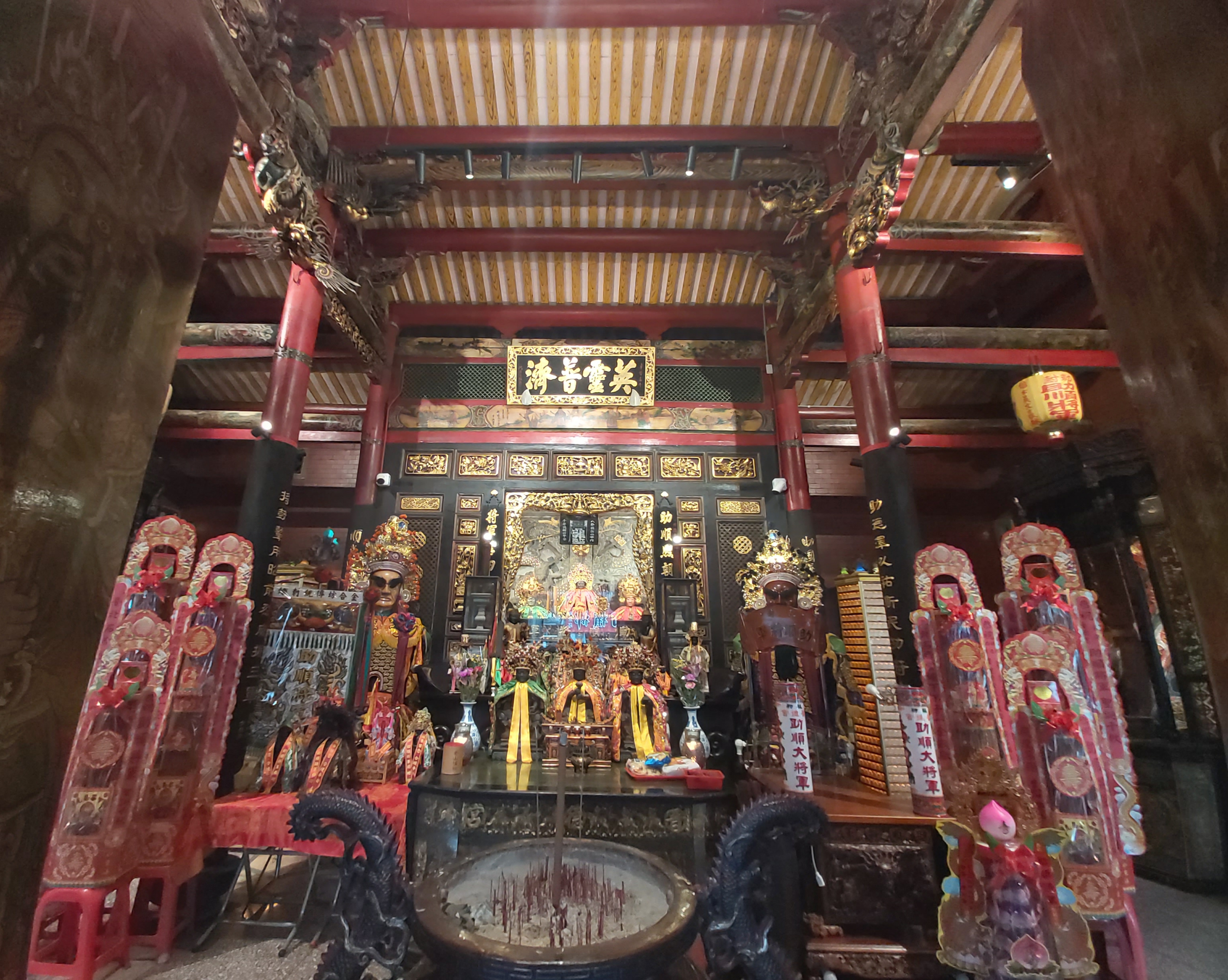
正殿助順將軍神像
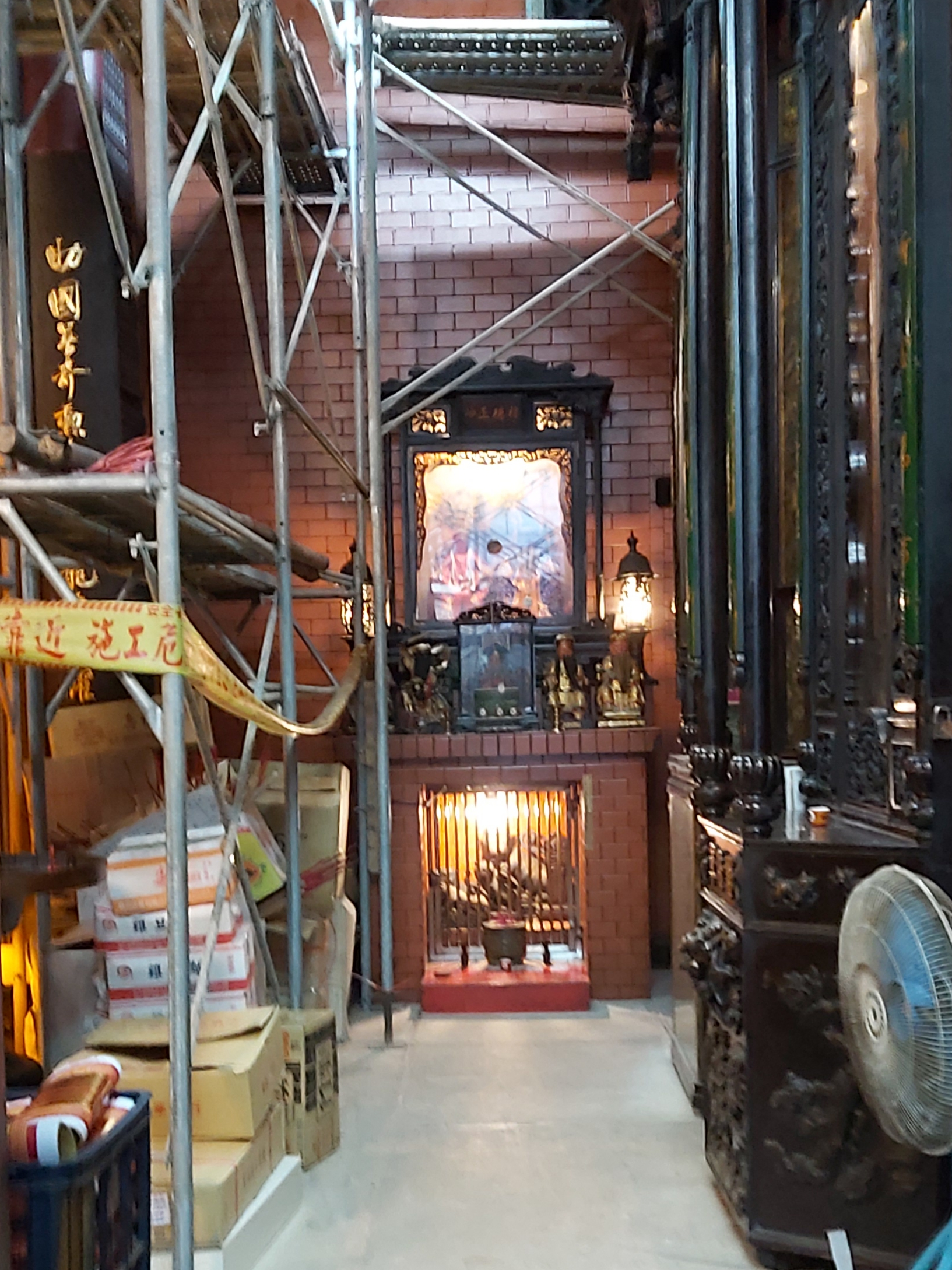
配祀福德正神神龕
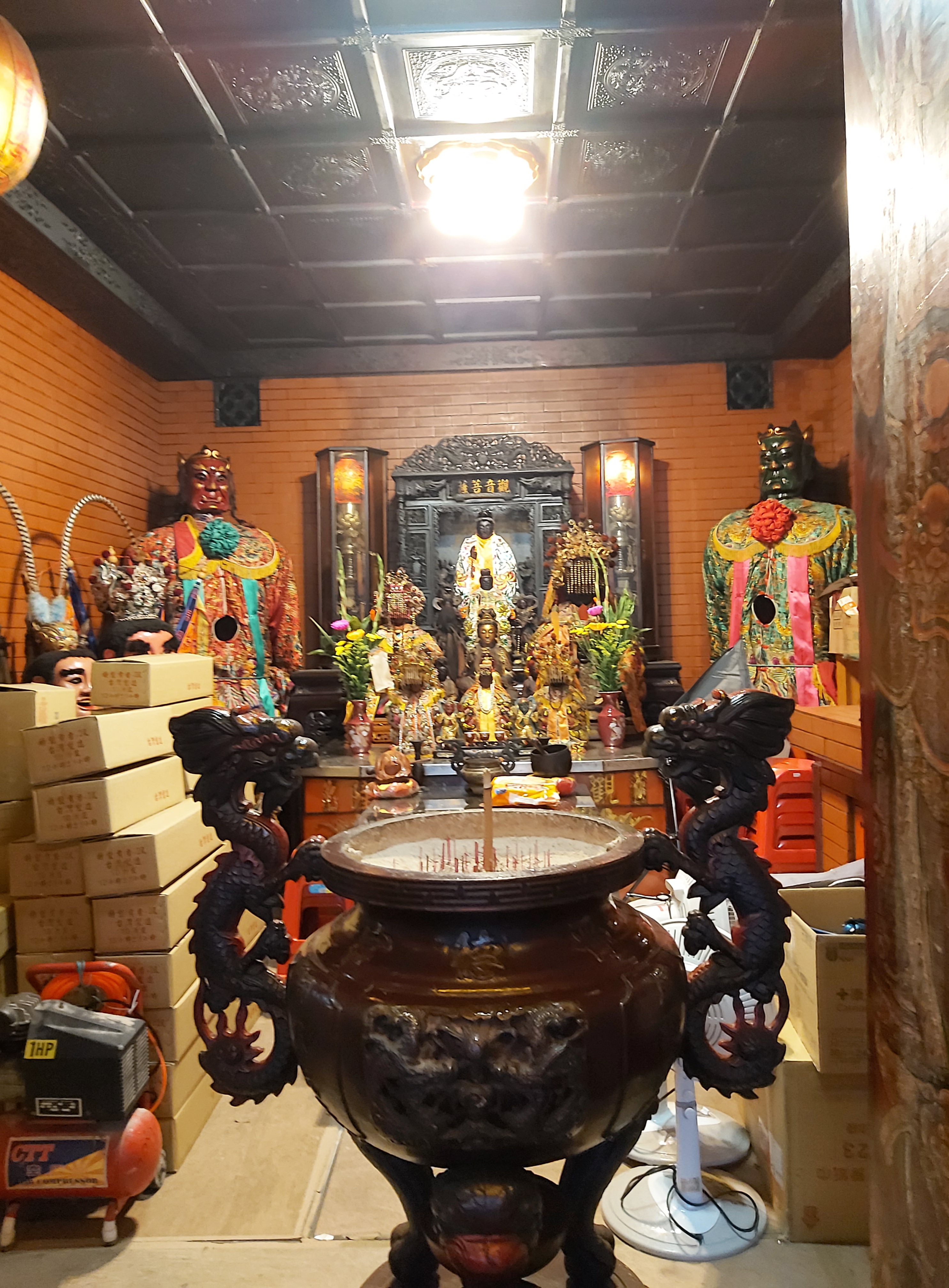
配祀觀音菩薩神龕
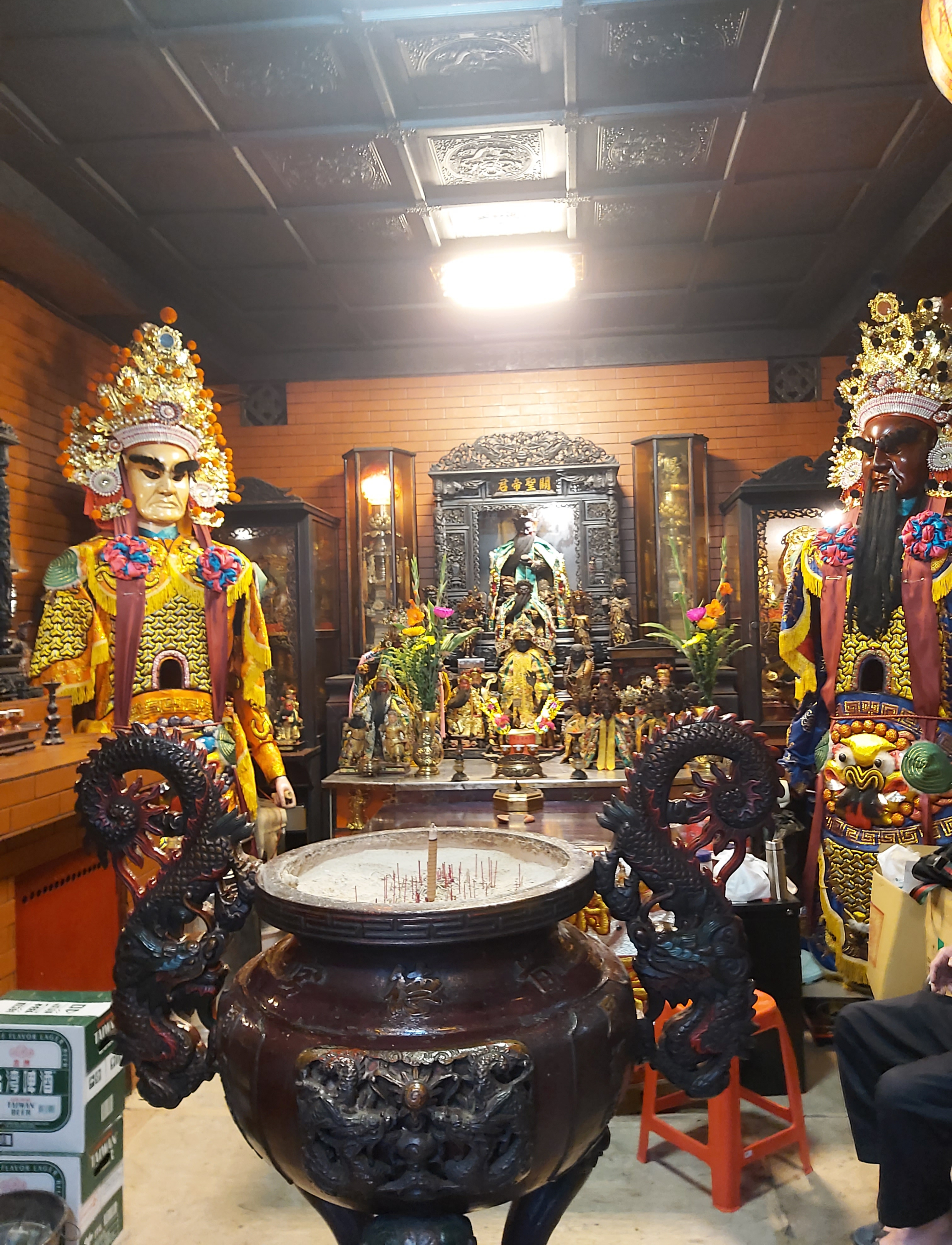
配祀關聖帝君神龕
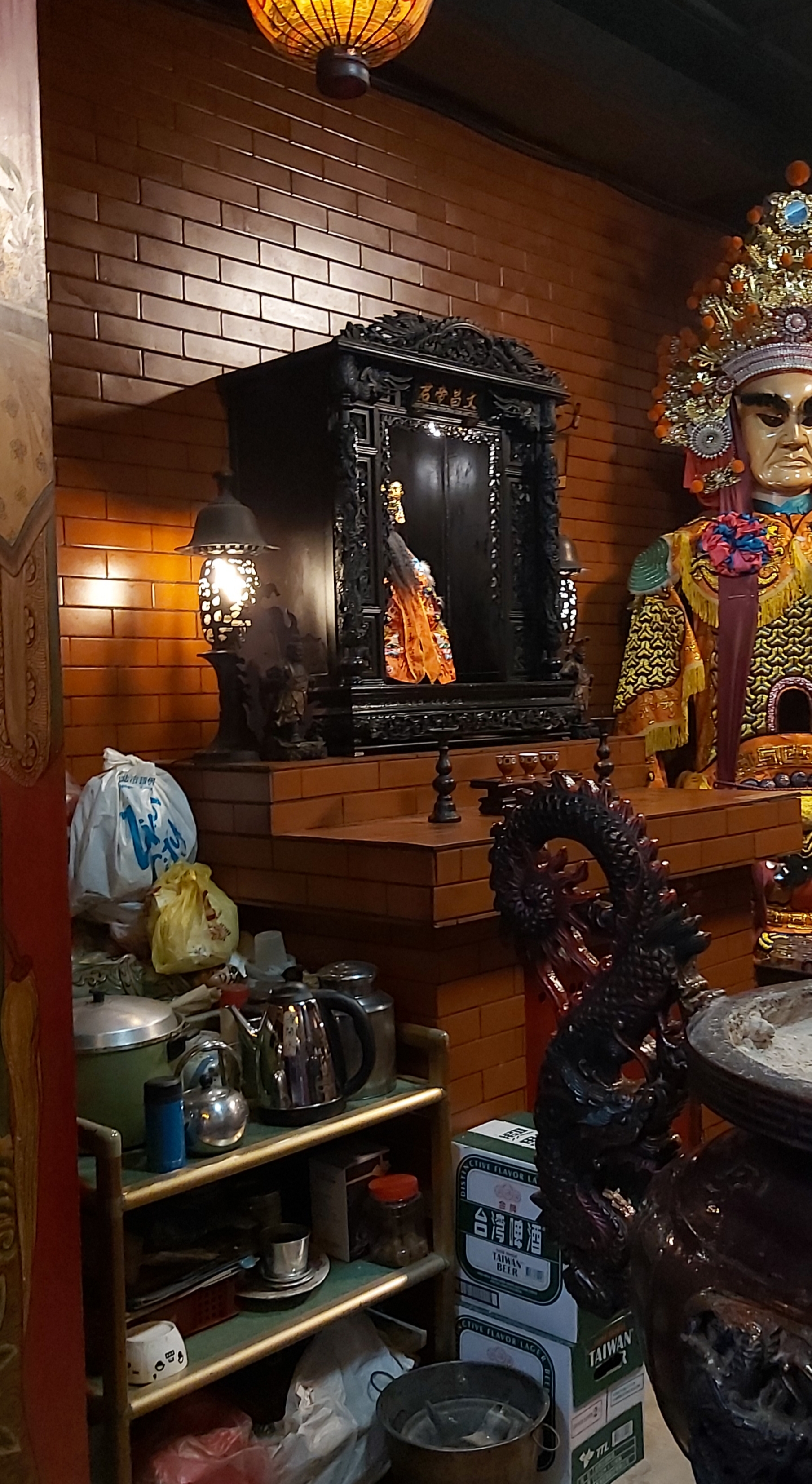
配祀文昌帝君神龕

## 建築
正殿為歇山重簷屋頂建築，臺北市內現存木結構歇山重簷屋頂建築僅有晉德宮、大龍峒保安宮、艋舺龍山寺、臺北孔子廟及臨濟護國禪寺。

晉德宮僅有正殿，並無三川殿。以正殿建設格局能達到歇山重簷屋頂之等級，代表當時信眾的經濟能力不差，也應對建廟規模會有較高的期許，不會以僅建造單殿廟宇就能滿足；以此推估晉德宮建廟之初應該會有臺灣一般廟宇常見的格式，也就是包含了三川殿。若假設晉德宮三川殿存在的這個前提成立的情況下，三川殿位置應是在現今康定路上，推估是因拓寬康定路而拆毀三川殿，在1911年（明治44年）的地圖中，即顯示計劃道路畫在將軍廟圖示上。

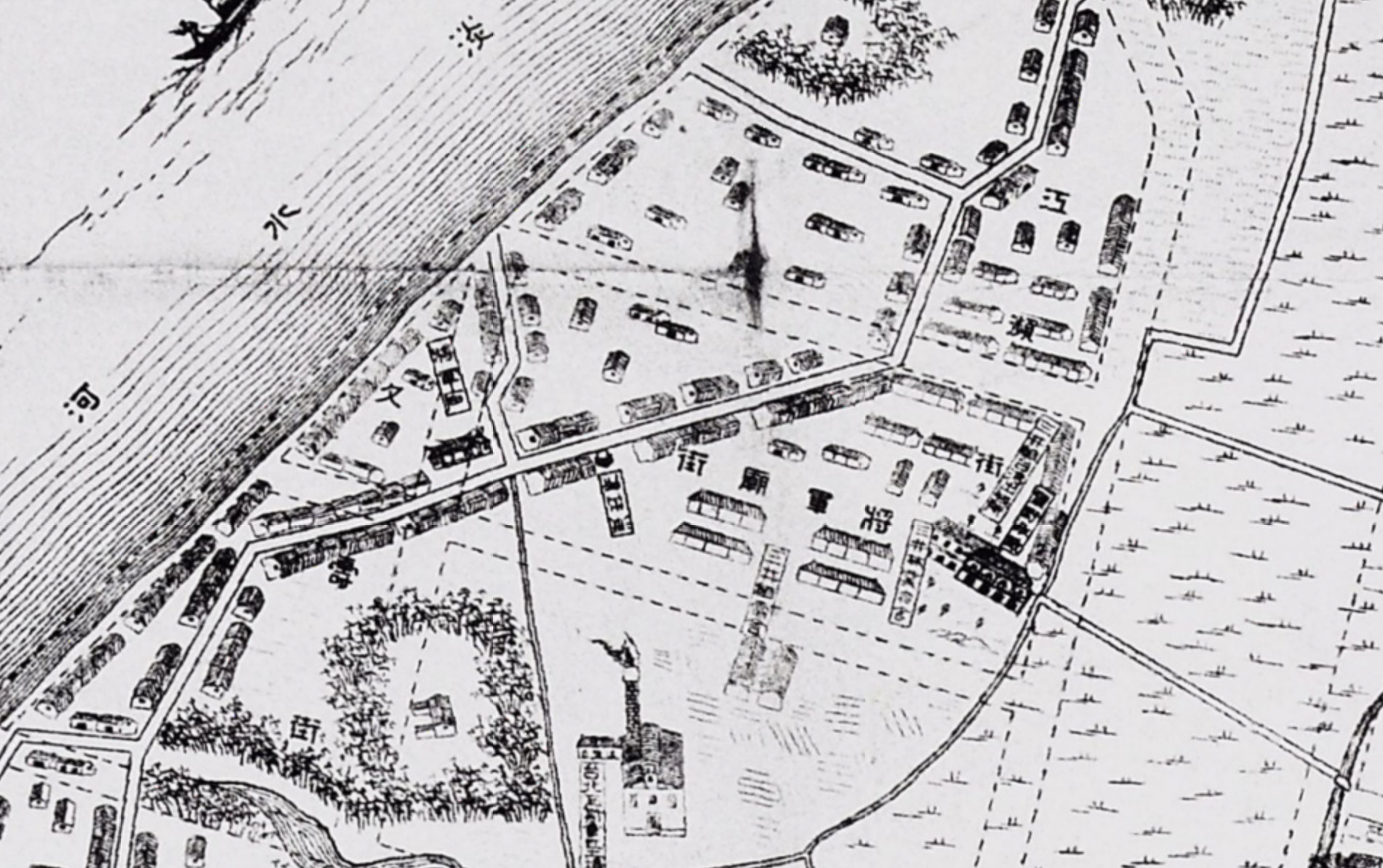
在明治四十四年（1911年）出版的｢飛行機スケッチ最新臺北市街鳥目全圖｣，可以看到晉德宮的部份建築剛好位在當時規劃好的康定路上，面臨被拆除的情況

在1922年（大正11年）的地圖中，康定路已存在，在1914年（大正3年）的地圖中，康定路尚是畫成虛線的計劃道路，當時主要是靠將軍廟街為交道要道，若前殿存在的話，估計前殿應是在這段期間內被拆除。

## 對場作
1921年（大正10年），大木匠師陳田，與來自惠安的溪底大木匠師王維允，採木結構左右對場作，龍邊由王維允承造，虎邊由陳田作。

## 慶典
祭典日期則是每年的農曆10月1日到10月6日。
農曆10月1日-迎請客神參典
台北關渡宮(關渡媽祖)
艋舺青山宮(青山王)
農曆10月2日-恭迎助順將軍爺出巡平安繞境
農曆10月3日-恭祝助順將軍爺聖誕千秋 祝壽活動
農曆10月6日-恭送客神回駕、擲選新科頭家爐主
農曆10月1日~10月6日-恭祝助順將軍聖誕做戲六天

## 外部連結
- 晉德宮的Facebook專頁